# Canton de Pons
Le canton de Pons est une circonscription électorale française située dans le département de la Charente-Maritime et la région Nouvelle-Aquitaine.

## Histoire
Ce canton appartient à l'arrondissement de Saintes depuis l'année 1800, lors du redécoupage administratif imposé par Napoléon Bonaparte au début du Consulat.
Le canton de Pons faisait en effet partie de 1790 à 1800 de l'ancien district de Pons où la ville, l'un des 7 chefs-lieux de district de la Charente-Inférieure, administrait 6 cantons (Archiac, Jonzac, Saint Fort-sur-Gironde, Mirambeau, Saint-Genis et le canton du chef-lieu de district de Pons).
Après avoir été démantelé en 1800, ce district ayant disparu, Pons est devenu simple chef-lieu de canton par compensation de la perte de sa fonction de chef-lieu de district. Son canton, qui comptait 19 communes, a été intégré à l'arrondissement de Saintes qui, lui aussi, a subi de nombreuses transformations pendant le Consulat.
Le canton de Pons n'a plus subi de modifications territoriales depuis son annexion à l'arrondissement de Saintes.
Seules des variations communales sont à signaler à l'intérieur des limites du canton de Pons.
- Tout d'abord, l'ancienne commune de Montignac a fusionné avec la commune de Bougneau en 1826, pendant la période de la  Restauration.
- Ensuite la commune de Salignac-sur-Charente a été créée en 1876 en se séparant de la commune de Pérignac. Elle s'appelait, au début de sa création, Salignac-de-Pons. La commune a changé de nom en 1952 pour devenir Salignac-sur-Charente.

Un nouveau découpage territorial de la Charente-Maritime entre en vigueur en mars 2015, défini par le décret du 27 février 2014, en application des lois du 17 mai 2013 (loi organique 2013-402 et loi 2013-403). Les conseillers départementaux sont, à compter de ces élections, élus au scrutin majoritaire binominal mixte. Les électeurs de chaque canton élisent au Conseil départemental, nouvelle appellation du Conseil général, deux membres de sexe différent, qui se présentent en binôme de candidats. Les conseillers départementaux sont élus pour 6 ans au scrutin binominal majoritaire à deux tours, l'accès au second tour nécessitant 12,5 % des inscrits au 1er tour. En outre la totalité des conseillers départementaux est renouvelée. Ce nouveau mode de scrutin nécessite un redécoupage des cantons dont le nombre est divisé par deux avec arrondi à l'unité impaire supérieure si ce nombre n'est pas entier impair, assorti de conditions de seuils minimaux. En Charente-Maritime, le nombre de cantons passe ainsi de 51 à 27.
Le canton de Pons est conservé mais remanié : il passe de 19 à 39 communes, issues des anciens cantons de Gémozac (1 commune), de Mirambeau (14 communes), de Pons (12 communes) et de Saint-Genis-de-Saintonge (12 communes). Avec ce redécoupage administratif, le territoire du canton s'est tout d'abord affranchi des limites d'arrondissements, avec 26 communes incluses dans l'arrondissement de Jonzac et 13 incluses dans l'arrondissement de Saintes, jusqu'à ce que l'arrêté du 30 décembre 2016 prenant effet au 1er janvier 2017, qui modifie le périmètre des arrondissements du département, le rattache entièrement à l'arrondissement de Jonzac. Le bureau centralisateur est fixé à Pons.

## Géographie

### Le cadre géographique
Ce canton qui a pour chef-lieu de canton Pons est une circonscription électorale française située la partie sud-est de l'arrondissement de Saintes.
À l'ouest, le canton de Pons est contigu au canton de Gémozac, au nord-ouest, à celui de Saintes-Est et au nord, à celui de Burie, tous ces cantons faisant partie de l'arrondissement de Saintes.
Au sud, il possède des limites administratives avec l'arrondissement de Jonzac confinant avec le canton de Saint-Genis-de-Saintonge, au su-ouest, et avec celui d'Archiac, au sud-est.
À l'est, il voisine avec le département de la Charente, où le Né le sépare du canton de Cognac-Sud.
Par sa superficie, il occupe le deuxième rang dans l'arrondissement de Saintes après le canton de Gémozac. En Charente-Maritime, il n'occupe que le 7e rang.

### Les aspects physiques et naturels
Son altitude varie de 2 m  en bordure du fleuve de la Charente dans la commune de Brives-sur-Charente à 112 m, représentée par une colline élevée située dans la commune de Chadenac. L'altimétrie moyenne du canton est de 38 m.
Ce canton présente deux caractéristiques naturelles bien distinctes.
D'une part, il est constitué au nord et à l'est par une plaine fluviale représentée par la vallée de la Charente et de son affluent de rive gauche, la Seugne, qui offre des terrains propices à l'élevage laitier comme aux cultures fourragères et aux prairies naturelles. Ces surfaces toujours en herbe sont également sujettes aux nombreuses inondations lors des crues hivernales.
D'autre part, bordant les deux vallées fluviales, des terres de collines crayeuses du Crétacé portent des vignes pour la production des eaux de vie de cognac et sont classées dans la zone de Petite Champagne, en bordure du département voisin de la Charente, que sépare la vallée du Né, et des Fins Bois, en bordure de la vallée de la Seugne, à l'ouest du canton. C'est le domaine de la Chamgagne de Pons qui se prolonge au sud-est vers la Champagne d'Archiac et au sud vers la Champagne de Jonzac, terroirs viticoles du cognac mais également de la céréaliculture intensive.

## Représentation

### Conseillers d'arrondissement (de 1833 à 1940)
Le canton de Pons avait deux conseillers d'arrondissement jusqu'en 1926.
| Période                                  | Période      | Identité                                           | Étiquette               | Qualité |
| ---------------------------------------- | ------------ | -------------------------------------------------- | ----------------------- | --- |
| 1833                                     | 1836         | Jean Grenon (1776-1849)                            |                         | Propriétaire, maire de Saint-Léger                                                                          |
| 1833                                     | 1848         | Jean Poitevin                                      |                         | Notaire à Pons                                                                                              |
| 1836                                     | 1839         | Pierre Dumorisson (1801-1869)                      |                         | Juge de paix à Pons                                                                                         |
| 1839                                     | 1845         | Charles Théodore Pandin de Lussaudière (1807-1886) |                         | Propriétaire à Chadenac                                                                                     |
| 1845                                     | 1848         | Adolphe Rigaud                                     |                         | Médecin à Pons                                                                                              |
|                                          |              |                                                    |                         | |
| av.1885                                  |              | Edmond Laurenceau                                  |                         | Agriculteur propriétaire à Pons                                                                             |
|                                          |              |                                                    |                         | |
| 1886                                     | 1903 (décès) | Ferdinand Almanzor Bardon (1843-1903)              | Républicain             | Notaire, juge de paix à Jonzac, maire de Montils, Président du Conseil d'arrondissement                     |
| 1903                                     | 1907         | Albert Bardon (1871-1948, fils du précédent)       | Républicain indépendant | Notaire, propriétaire à Montils                                                                             |
| 1907                                     |              | M. Jean                                            | Républicain ministériel | Médecin |
| 1919                                     | 1925         | M. Bergier                                         | Républicain             | |
| 1925                                     | 1940         | Anatole Boucq                                      | Rad.                    | Agriculteur, maire d'Échebrune                                                                              |
| 1940                                     |              |                                                    |                         | Les conseils d'arrondissement ont été suspendus par la loi du 12 octobre 1940 et n'ont jamais été réactivés |
| Les données manquantes sont à compléter. |              |                                                    |                         | |

### Conseillers généraux de 1833 à 2015
| Période         | Période                   | Identité                         | Étiquette    | Qualité |
| --------------- | ------------------------- | -------------------------------- | ------------ | --- |
| 1833            | 1839                      | Jacques Marie Lambert            |              | Maire de Saint-Sever |
| 1839            | 1856                      | Pierre Dumorisson                |              | Juge de paix à Pons, conseiller d'arrondissement |
| 1856            | 1874                      | Adolphe Rigaud                   |              | Médecin, maire de Pons, ancien conseiller d'arrondissement |
| 1874            | 1879                      | Léon Ardouin                     | Bonapartiste | Docteur-médecin, maire de Pons |
| 1879            | 1921 (décès)              | Émile Combes                     | Rad          | Médecin, maire de Pons (1875-?) Sénateur (1885-1921) Ministre (1895-1896 et 1915-1916) Président du Conseil (1902-1905) Président du conseil général (1897-1921) |
| 1921            | 1942 (démission d'office) | Étienne Landrau                  | Rad          | Viticulteur Maire de Pons (1924-1942) Révoqué par le Gouvernement de Vichy                                                                                       |
|                 |                           |                                  |              | |
| 1945            | 1948 (décès)              | Jean Gabriel Perrier (1902-1948) | DVD          | Distillateur Maire de Pons (1947-1948) |
| 1949            | 1961                      | Marc Dulin                       | Rad          | Maire de Pons (1948-1959) |
| 1961            | 1966 (décès)              | Roger-Pierre Pellevoisin         | Rad          | Directeur général honoraire à la Préfecture de Police Maire de Pons (1959-1965)                                                                                  |
| 17 juillet 1966 | 1979                      | Raymond Thomas                   | DVD          | Conseiller municipal de Salignac-de-Pons |
| 1979            | 1985                      | Alain Jaubert                    | MRG puis DVG | Médecin à Pons |
| 1985            | 1992                      | Pierre Delapeyronnie             | RPR          | Maire de Pons (1983-1995) |
| 1992            | 1993 (invalidation)       | Guy Mouillot                     | PS           | Instituteur, Fléac-sur-Seugne |
| 1993            | 2014 (démission)          | Daniel Laurent                   | RPR puis UMP | Viticulteur, chef d'entreprise Sénateur depuis 2008 Maire de Pons (1995-2008) Président de la Communauté de communes de la Région de Pons                        |
| 2014            | 2015                      | Marie-Christine Bureau           | DVD          | Pharmacienne Adjointe au maire de Pérignac |

### Conseillers départementaux depuis 2015
| Période élective | Période élective | Mandat | Mandat           | Identité               | Nuance | Nuance | Qualité                                                                                           |
| ---------------- | ---------------- | ------ | ---------------- | ---------------------- | ------ | ------ | ------------------------------------------------------------------------------------------------- |
| 2015             | 2021             | 2015   | 2021             | Marie-Christine Bureau |        | DVD    | Adjointe au maire de Pérignac Vice-Présidente du Conseil départemental                            |
| 2015             | 2021             | 2015   | 2017 (démission) | Jacky Quesson          |        | DVD    | Ancien conseiller général du Canton de Saint-Genis-de-Saintonge Maire de Saint-Genis-de-Saintonge |
| 2015             | 2021             | 2017   | 2021             | Bernard Louis-Joseph   |        | DVD    | Maire de Soubran (1989-2020) Ancien conseiller général du Canton de Mirambeau                     |
| 2021             | 2028             | 2021   | en cours         | Jacky Botton           |        | DVD    | Ancien cadre - Maire de Pons                                                                      |
| 2021             | 2028             | 2021   | en cours         | Marie-Christine Bureau |        | DVD    | Conseillère sortante                                                                              |

### Résultats détaillés

#### Élections de mars 2015
À l'issue du 1er tour des élections départementales de 2015, deux binômes sont en ballottage : Marie-Christine Bureau et Jacky Quesson (Union de la Droite, 45,46 %) et Anne Chomel et Yannick Gammelin (FN, 33,72 %). Le taux de participation est de 50,16 % (8 015 votants sur 15 980 inscrits) contre 50,08 % au niveau départementalet 50,17 % au niveau national.
Au second tour, Marie-Christine Bureau et Jacky Quesson (Union de la Droite) sont élus avec 62,54 % des suffrages exprimés et un taux de participation de 51,23 % (4 615 voix pour 8 187 votants et 15 980 inscrits).

#### Élections de juin 2021
Le premier tour des élections départementales de 2021 est marqué par un très faible taux de participation (33,26 % au niveau national). Dans le canton de Pons, ce taux de participation est de 36,03 % (5 892 votants sur 16 354 inscrits) contre 33,83 % au niveau départemental. À l'issue de ce premier tour, deux binômes sont en ballottage : Jacky Botton et Marie-Christine Bureau (DVD, 30,91 %) et Nicole Martin et Laurent Nivard (DVC, 29,65 %).
Le second tour des élections est marqué une nouvelle fois par une abstention massive équivalente au premier tour. Les taux de participation sont de 34,3 % au niveau national, 34,56 % dans le département et 36,71 % dans le canton de Pons. Jacky Botton et Marie-Christine Bureau (DVD) sont élus avec 52,4 % des suffrages exprimés (2 786 voix pour 6 005 votants et 16 357 inscrits),,.

## Composition

### Composition avant 2015

Situation du canton de Pons dans le département de la Charente-Maritime avant 2015.

Le canton de Pons regroupait dix-neuf communes.
| Nom                      | Code Insee | Codepostal | Superficie (km2) | Population (dernière pop. légale) | Densité (hab./km2) |
| ------------------------ | ---------- | ---------- | ---------------- | --------------------------------- | ------------------ |
| Pons (chef-lieu)         | 17283      | 17800      | 27,63            | 4 144 (2012)                      | 150                |
| Avy                      | 17027      | 17800      | 14,64            | 467 (2012)                        | 32                 |
| Belluire                 | 17039      | 17800      | 4,50             | 216 (2012)                        | 48                 |
| Biron                    | 17047      | 17800      | 8,71             | 227 (2012)                        | 26                 |
| Bougneau                 | 17056      | 17800      | 14,54            | 589 (2012)                        | 41                 |
| Brives-sur-Charente      | 17069      | 17800      | 5,94             | 244 (2012)                        | 41                 |
| Chadenac                 | 17078      | 17800      | 14,11            | 425 (2012)                        | 30                 |
| Coulonges                | 17122      | 17800      | 9,16             | 246 (2012)                        | 27                 |
| Échebrune                | 17145      | 17800      | 17,08            | 490 (2012)                        | 29                 |
| Fléac-sur-Seugne         | 17159      | 17800      | 8,28             | 382 (2012)                        | 46                 |
| Marignac                 | 17220      | 17800      | 13,50            | 409 (2012)                        | 30                 |
| Mazerolles               | 17227      | 17800      | 5,23             | 249 (2012)                        | 48                 |
| Montils                  | 17242      | 17800      | 23,64            | 815 (2012)                        | 34                 |
| Pérignac                 | 17273      | 17800      | 27,56            | 995 (2012)                        | 36                 |
| Rouffiac                 | 17304      | 17800      | 5,85             | 483 (2012)                        | 83                 |
| Saint-Léger              | 17354      | 17800      | 15,88            | 611 (2012)                        | 38                 |
| Saint-Seurin-de-Palenne  | 17398      | 17800      | 4,03             | 159 (2012)                        | 39                 |
| Saint-Sever-de-Saintonge | 17400      | 17800      | 8,13             | 617 (2012)                        | 76                 |
| Salignac-sur-Charente    | 17418      | 17800      | 10,22            | 623 (2012)                        | 61                 |

Jusqu'alors éparpillées entre la Communauté de communes du Pays Santon, la Communauté de communes de la Haute-Saintonge et la Communauté de communes de la Région de Pons, les communes du canton adhèrent toutes à la Communauté de communes de la Haute-Saintonge depuis 2014.

### Composition à partir de 2015
Le nouveau canton de Pons comprend trente-neuf communes entières.
| Nom                          | Code Insee | Intercommunalité         | Superficie (km2) | Population (dernière pop. légale) | Densité (hab./km2) | Modifier                                    |
| ---------------------------- | ---------- | ------------------------ | ---------------- | --------------------------------- | ------------------ | ------------------------------------------- |
| Pons (bureau centralisateur) | 17283      | CC de la Haute Saintonge | 27,63            | 4 308 (2022)                      | 156                | modifier les données · modifier les données |
| Avy                          | 17027      | CC de la Haute Saintonge | 14,64            | 491 (2022)                        | 34                 | modifier les données · modifier les données |
| Belluire                     | 17039      | CC de la Haute Saintonge | 4,50             | 216 (2022)                        | 48                 | modifier les données · modifier les données |
| Biron                        | 17047      | CC de la Haute Saintonge | 8,71             | 240 (2022)                        | 28                 | modifier les données · modifier les données |
| Bois                         | 17050      | CC de la Haute Saintonge | 21,12            | 519 (2022)                        | 25                 | modifier les données · modifier les données |
| Boisredon                    | 17052      | CC de la Haute Saintonge | 21,60            | 713 (2022)                        | 33                 | modifier les données · modifier les données |
| Bougneau                     | 17056      | CC de la Haute Saintonge | 14,54            | 632 (2022)                        | 43                 | modifier les données · modifier les données |
| Chadenac                     | 17078      | CC de la Haute Saintonge | 14,11            | 526 (2022)                        | 37                 | modifier les données · modifier les données |
| Champagnolles                | 17084      | CC de la Haute Saintonge | 17,03            | 687 (2022)                        | 40                 | modifier les données · modifier les données |
| Courpignac                   | 17129      | CC de la Haute Saintonge | 14,97            | 413 (2022)                        | 28                 | modifier les données · modifier les données |
| Échebrune                    | 17145      | CC de la Haute Saintonge | 17,08            | 482 (2022)                        | 28                 | modifier les données · modifier les données |
| Fléac-sur-Seugne             | 17159      | CC de la Haute Saintonge | 8,28             | 361 (2022)                        | 44                 | modifier les données · modifier les données |
| Givrezac                     | 17178      | CC de la Haute Saintonge | 2,70             | 77 (2022)                         | 29                 | modifier les données · modifier les données |
| Lorignac                     | 17210      | CC de la Haute Saintonge | 17,53            | 511 (2022)                        | 29                 | modifier les données · modifier les données |
| Marignac                     | 17220      | CC de la Haute Saintonge | 13,50            | 412 (2022)                        | 31                 | modifier les données · modifier les données |
| Mazerolles                   | 17227      | CC de la Haute Saintonge | 5,23             | 236 (2022)                        | 45                 | modifier les données · modifier les données |
| Mirambeau                    | 17236      | CC de la Haute Saintonge | 26,94            | 1 532 (2022)                      | 57                 | modifier les données · modifier les données |
| Mosnac                       | 17250      | CC de la Haute Saintonge | 12,44            | 489 (2022)                        | 39                 | modifier les données · modifier les données |
| Plassac                      | 17279      | CC de la Haute Saintonge | 15,48            | 666 (2022)                        | 43                 | modifier les données · modifier les données |
| Saint-Bonnet-sur-Gironde     | 17312      | CC de la Haute Saintonge | 30,60            | 840 (2022)                        | 27                 | modifier les données · modifier les données |
| Saint-Ciers-du-Taillon       | 17317      | CC de la Haute Saintonge | 22,10            | 575 (2022)                        | 26                 | modifier les données · modifier les données |
| Saint-Dizant-du-Gua          | 17325      | CC de la Haute Saintonge | 18,44            | 501 (2022)                        | 27                 | modifier les données · modifier les données |
| Saint-Fort-sur-Gironde       | 17328      | CC de la Haute Saintonge | 24,22            | 907 (2022)                        | 37                 | modifier les données · modifier les données |
| Saint-Genis-de-Saintonge     | 17331      | CC de la Haute Saintonge | 11,02            | 1 252 (2022)                      | 114                | modifier les données · modifier les données |
| Saint-Georges-des-Agoûts     | 17335      | CC de la Haute Saintonge | 6,31             | 281 (2022)                        | 45                 | modifier les données · modifier les données |
| Saint-Germain-du-Seudre      | 17342      | CC de la Haute Saintonge | 16,09            | 406 (2022)                        | 25                 | modifier les données · modifier les données |
| Saint-Grégoire-d'Ardennes    | 17343      | CC de la Haute Saintonge | 3,50             | 144 (2022)                        | 41                 | modifier les données · modifier les données |
| Saint-Léger                  | 17354      | CC de la Haute Saintonge | 15,88            | 672 (2022)                        | 42                 | modifier les données · modifier les données |
| Saint-Martial-de-Mirambeau   | 17362      | CC de la Haute Saintonge | 9,08             | 301 (2022)                        | 33                 | modifier les données · modifier les données |
| Saint-Palais-de-Phiolin      | 17379      | CC de la Haute Saintonge | 11,01            | 214 (2022)                        | 19                 | modifier les données · modifier les données |
| Saint-Quantin-de-Rançanne    | 17388      | CC de la Haute Saintonge | 9,11             | 263 (2022)                        | 29                 | modifier les données · modifier les données |
| Saint-Seurin-de-Palenne      | 17398      | CC de la Haute Saintonge | 4,03             | 166 (2022)                        | 41                 | modifier les données · modifier les données |
| Saint-Sorlin-de-Conac        | 17405      | CC de la Haute Saintonge | 15,37            | 205 (2022)                        | 13                 | modifier les données · modifier les données |
| Saint-Thomas-de-Conac        | 17410      | CC de la Haute Saintonge | 28,04            | 574 (2022)                        | 20                 | modifier les données · modifier les données |
| Sainte-Ramée                 | 17390      | CC de la Haute Saintonge | 4,67             | 114 (2022)                        | 24                 | modifier les données · modifier les données |
| Salignac-de-Mirambeau        | 17417      | CC de la Haute Saintonge | 7,56             | 164 (2022)                        | 22                 | modifier les données · modifier les données |
| Semillac                     | 17423      | CC de la Haute Saintonge | 2,47             | 68 (2022)                         | 28                 | modifier les données · modifier les données |
| Semoussac                    | 17424      | CC de la Haute Saintonge | 9,62             | 389 (2022)                        | 40                 | modifier les données · modifier les données |
| Soubran                      | 17430      | CC de la Haute Saintonge | 13,25            | 419 (2022)                        | 32                 | modifier les données · modifier les données |
| Canton de Pons               | 1712       |                          | 540,40           | 21 966 (2022)                     | 41                 | modifier les données                        |

## Démographie

### Démographie avant 2015

#### Évolution démographique
| 1962   | 1968   | 1975   | 1982   | 1990   | 1999   | 2006   | 2011   | 2012   |
| ------ | ------ | ------ | ------ | ------ | ------ | ------ | ------ | ------ |
| 12 174 | 11 961 | 11 811 | 11 543 | 11 443 | 11 594 | 12 151 | 12 422 | 12 391 |

#### Une évolution démographique globalement positive
Comme l'indique le tableau ci-dessus, l'évolution démographique du canton de Pons n'a cessé de se dégrader de 1962 à 1990, puis ce canton a renoué avec la croissance démographique à partir du recensement de 1990.
Cette croissance de la population s'est même fortement accélérée entre 1999 et 2006  au point de pratiquement retrouver le niveau de population de 1962! Ce qui est remarquable pour ce canton fortement marqué par de longues périodes d'exode rural, due aux années de crise viticole.
Bien que Pons soit un chef-lieu de canton important par ses activités économiques et urbaines et par ses équipements, cette petite ville exerce un rayonnement limité aux communes périphériques de la ville, notamment Mazerolles, Bougneau ou Fléac-sur-Seugne, ces dernières ayant enregistré de remarquables croissances démographiques entre 1999 et 2006. Le reste de son canton est davantage sous la très forte influence de Saintes et de Cognac.
Ainsi, cette évolution positive de la démographie du canton de Pons est due essentiellement à la proximité de ces deux agglomérations dont le poids urbain est nettement ressenti. Nombre de communes du canton de Pons connaissent de fortes croissances démographiques grâce à ces deux villes et sont en quelque sorte des communes satellites de Saintes (cas de Saint-Sever-de-Saintonge, Saint-Léger, Rouffiac) et de Cognac (cas de Salignac-sur-Charente, de Brives-sur-Charente et de Coulonges).

#### Un canton en réveil démographique
Dans l'arrondissement de Saintes, le canton de Pons se situe au sixième rang par sa population en 2006, après les cantons de  Saujon, Saintes-Ouest, Saintes-Nord, Saintes-Est et Saint-Porchaire.
Depuis le recensement de 1990, il a renoué avec la croissance démographique et cet essor s'est même accéléré dans la période 1999-2006.
Avec une population de 12 151 habitants au dernier recensement de 2006, sa densité de population atteint aujourd'hui 51 hab./km2, elle demeure inférieure à la densité de l'arrondissement de Saintes (78 hab./km2 en 2006) et à celle du département de la Charente-Maritime (87 hab./km2). Seule la ville de Pons a une densité de population nettement supérieure à celle du département puisqu'elle se situe à 161 hab./km2 en 2006, toutes les autres communes de son canton ayant une densité inférieure à la moyenne départementale. Ceci montre le caractère très rural de ce canton, bien que depuis 1990, un nombre de plus en plus croissant de communes sont devenues des communes résidentielles de deuxième ou troisième couronne des deux grandes agglomérations proches que sont Saintes et Cognac.
Pons occupe une position géographique décentrée par rapport au reste de son canton dont la partie orientale est fortement soumise à l'attraction de  Cognac et la partie méridionale à celle de Jonzac. Le chef-lieu de canton subit de plus en plus l'influence grandissante de Saintes qui n'est distante que d'une vingtaine de kilomètres, mais bénéfice de retombées positives de cette proximité (emplois, scolarité et formation, commerces et services, loisirs).

#### Part de la population du chef-lieu de canton dans le canton de Pons
| Année | Population | Densité     | Part dans le canton |
| ----- | ---------- | ----------- | ------------------- |
| 1962  | 4 753      | 172 hab/km2 | 39,04 %             |
| 1968  | 4 824      | 175 hab/km2 | 40,33 %             |
| 1975  | 4 878      | 177 hab/km2 | 41,3 %              |
| 1982  | 4 861      | 176 hab/km2 | 42,11 %             |
| 1990  | 4 412      | 160 hab/km2 | 38,56 %             |
| 1999  | 4 427      | 160 hab/km2 | 38,18 %             |
| 2006  | 4 454      | 161 hab/km2 | 36,66 %             |

Comme l'indique le tableau ci-dessus, la part de la population de la ville de Pons par rapport à son canton fait ressortir deux évolutions fort distinctes.
Une première phase va de 1962 à 1982 où, pendant une vingtaine d'années, la population de la ville s'est accrue au détriment de son canton, occupant plus de deux habitants sur cinq.
La deuxième phase correspond à une perte d'influence très nette de la population de la ville sur son canton. Ce pourcentage a en effet beaucoup diminué depuis la chute démographique spectaculaire enregistrée entre 1982 et 1990. Depuis ce dernier recensement, bien que la population de la ville ait cessé de baisser, sa proportion dans le canton a continué de diminuer mais la ville occupe toujours plus d'un gros tiers de la population cantonale en 2006.

### Démographie depuis 2015
En 2022, le canton comptait 21 966 habitants, en évolution de +2,8 % par rapport à 2016 (Charente-Maritime : +4,04 %, France hors Mayotte : +2,11 %).
| 2013   | 2018   | 2022   |
| ------ | ------ | ------ |
| 21 222 | 21 547 | 21 966 |